# Partido Liberal Radical Suizo
El Partido Liberal Radical / (PLR, denominados liberales-radicales; en alemán: Freisinnig-Demokratische Partei; en francés: Parti libéral radical; en italiano: Partito liberale-radicale svizzero; en romanche: Partida liberaldemocrata svizra) es un partido político de Suiza resultado de la unión en febrero de 2009 del Partido Radical Democrático (PRD) (fundado en 1894) y del Partido Liberal (PLS) (fundado en 1913).
En la primera lista "conjunta" en la que se presentó el nuevo partido Liberal Radical a las elecciones federales, lograron conservar 30/200 de los 35 escaños del Consejo Nacional y 11/46 de 12 en el Consejo de los Estados.
El partido es miembro de la Alianza de los Demócratas y Liberales por Europa (ALDE) y miembro observador de la Internacional Liberal. El presidente del partido es Thierry Burkart. Los actuales representantes del FDP en el Consejo Federal son Ignazio Cassis y Karin Keller-Sutter.

## Historia
El Partido Radical Democrático Suizo, también llamado "Los Radicales", era el principal partido del establishment de Suiza. Fundado en 1894, los predecesores del partido -liberales clásicos-  habían gobernado Suiza durante la mayor parte del siglo XIX y habían sido la fuerza rectora detrás de la creación de la Suiza moderna. El Partido Liberal, conocido como los "Viejos Liberales", representaba al establishment francófono: nuevamente arraigado en el liberalismo conservador del siglo XIX. También tenía una perspectiva protestante claramente liberal. Luego de los múltiples bajones regulares de su fuerza electoral, el PRD y el PLS deciden crear el 25 de junio de 2005 la Unión Liberal Radical, debiendo permitir una sinergia de fuerzas de la derecha liberal. Tras haber formado un grupo parlamentario común entre el PRD y el PLS después de las elecciones de octubre de 2007, las secciones juvenil y femenina de los dos partidos se fusionaron en 2008. En septiembre de 2008, los delegados de los dos partidos respectivos decidieron crear oficialmente el PLR. El 27 de febrero de 2009 fueron aprobados los estatutos, y el partido fue creado retroactivamente a la fecha del 1 de enero de 2009. El Presidente del Partido Radical Democrático Fulvio Pelli del cantón de Tesino se convirtió en el primer líder del partido, mientras que el presidente del Partido Liberal Pierre Weiss se convirtió en uno de los cuatro vicepresidentes.
Los dos partidos continuaron separados y enfrentándose entre sí en las elecciones de los cantones de Ginebra, Valais, y Vaud. En mayo de 2011, las dos ramas del partido en Ginebra (el Partido Liberal de Ginebra y el Partido Radical de Ginebra) se fusionaron para formar un único FDP. En las elecciones federales de 2015, el FDP aumentó su participación en el voto popular e n1.3%, siendo la primera vez que aumentó desde las elecciones federales de 1979.

## Ideología

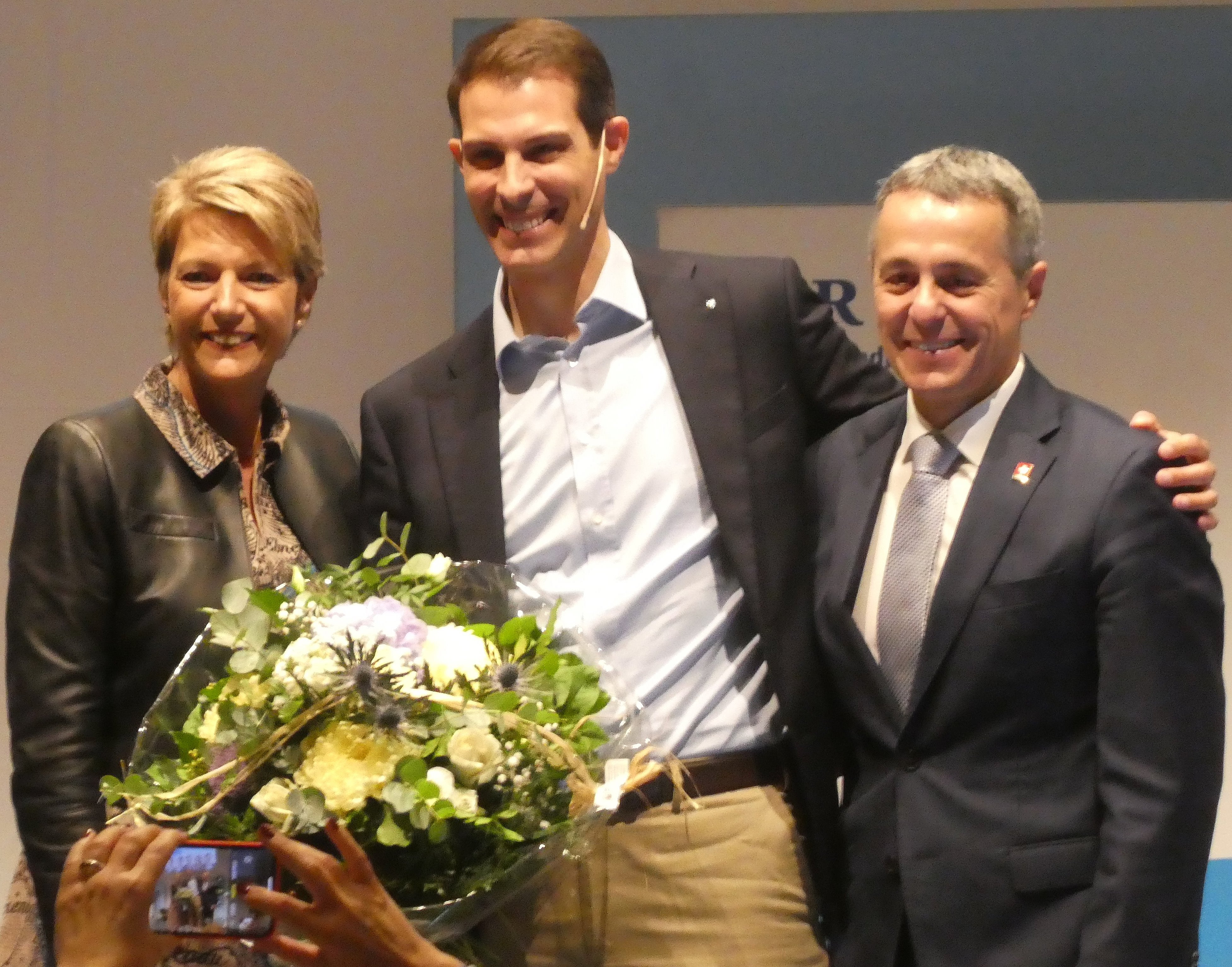
Los Consejeros Federales Karin Keller-Sutter e Ignazio Cassis con el presidente del partido Thierry Burkart (al centro).

El partido protege las libertades civiles y promueve la responsabilidad individual. Exige tolerancia mutua para personas con opiniones e identidades diferentes y apoya el espíritu empresarial, la responsabilidad social, el Estado de derecho y la democracia participativa. Apoya la neutralidad suiza, el federalismo, la democracia directa y la soberanía fiscal de cada cantón. Considera que la seguridad nacional debe estar garantizada de forma creíble por unas fuerzas armadas cualificadas y fuertes. Promueve una "Suiza cosmopolita", que se beneficie de las oportunidades que ofrece la globalización. Apoya una estrecha cooperación con la Unión Europea a través de tratados bilaterales, pero rechaza unirse a ella.

## Presidentes del PLR
- 2009-2012 Fulvio Pelli, Tesino
- 2012-2016 Philipp Müller, Argovia
- 2016-2021      Petra Gössi, Schwyz
- 2021-      Thierry Burkart, Argovia

## Consejeros federales
- Pascal Couchepin, ministro de Interior (hasta 31-10-2009)
- Hans-Rudolf Merz, ministro de Finanzas (hasta 31-10-2010)
- Didier Burkhalter, ministro del Interior (1-11-2009 a 31-12-2011), ministro de Exteriores (1-1-2012 a 30-10-2017)
- Johann Schneider-Ammann, ministro de Economía (1-11-2010 a 31-12-2018)
- Ignazio Cassis, ministro de Asuntos Exteriores (desde 1-11-2017)
- Karin Keller-Sutter, ministra de Justicia y Policía (1-1-2019 a 31-12-2022), ministra de Finanzas (desde 1-1-2023)

## Resultados electorales
| Año  | Votos        | %      | Consejo Nacional | +/- | Consejo de los Estados | +/- |
| ---- | ------------ | ------ | ---------------- | --- | ---------------------- | --- |
| 2011 | 368.951 (#3) | 15,1%  | 30/200           | 1   | 11/46                  | 1   |
| 2015 | 413.444 (#3) | 16,4%  | 33/200           | 3   | 13/46                  | 2   |
| 2019 | 366.303 (#3) | 15,11% | 29/200           | 4   | 12/46                  | 1   |
| 2023 | 364.053 (#3) | 14,25% | 28/200           | 1   | 11/46                  | 1   |